# Cladopelma lacustris
Cladopelma lacustris är en tvåvingeart som först beskrevs av Lenz 1960.  Cladopelma lacustris ingår i släktet Cladopelma och familjen fjädermyggor.
Artens utbredningsområde är Italien. Inga underarter finns listade i Catalogue of Life.